# Феофилакт (митрополит Киевский)
Митрополи́т Феофила́кт (вторая половина X века — начало XI века) — первый засвидетельствованный источниками Киевский митрополит. По одним данным, он был первым Киевским митрополитом. По другим, следующим за Михаилом и управлял в 991—997 годах. Третьи источники называют первым митрополитом Леонтия.

## Биография
Служил митрополитом Севастии в византийской провинции Армения Вторая при императоре Василии II (985—1025).
Был, очевидно, твёрдым сторонником императора Василия II. Он известен своими репрессиями, предпринятыми в 986 году против армян-монофизитов, населявших Севастию. В результате гонений многие армянские священники были отправлены в оковах в Константинополь, в Севастии была ограничена свобода вероисповедания для армян, в частности, запрещён колокольный звон.
Вероятно, сразу же после мятежа Варды Склира, поддержанного армянами Малой Азии, митрополиту Феофилакту пришлось бежать в Константинополь. Армянский историк конца X — начала XI века Степанос Таронский рассказывает, что оставшийся без кафедры митрополит был послан императором Василием с ответственным и весьма деликатным поручением, касавшимся бракосочетания сестры императоров в Болгарию и там принял жестокую смерть. Однако, так как в этом повествовании многое спутано и основано лишь на слухах, речь идёт скорее всего не о Болгарии, а о Руси. В пользу этого говорит то, что византийский автор начала XIV века Никифор Каллист называет среди епископов, сменивших свои кафедры при императоре Василии II, митрополита Севастии Феофилакта, переведённого императором на Русь. Польский историк Анджей Поппэ установил, что в Севастии в конце X века, при Василии II, находился русский отряд.
Если это так, то можно предположить, что летом 987 года Феофилакт по поручению императора отправился в Киев, где содействовал заключению Василия договора с Владимиром I. По-видимому, бывший севастийский митрополит задержался в Киеве. В его непосредственную задачу входили подготовка князя Владимира к принятию христианской веры, оглашение и последующее крещение, которое, таким образом, можно датировать второй половиной 987-го или самым началом 988 года.
По мнению историка Алексея Карпова, Владимир знакомился с христианством и принимал крещение на славянском языке, что было в обычае Византийской церкви. Сам Феофилакт, не обязательно должен был владеть славянской речью, но в его окружении должны были быть священники-славяне (скорее всего, болгары). Предположительно, в таинстве участвовали и священники киевских храмов, а Владимир, вероятно, принимал крещение в каком-то из них. Тем самым была создана и предпосылка для христианизации Руси, а Феофилакт возглавил новую Киевскую (Руськую) митрополию. Продолжительность его служения на Руси, время и обстоятельства смерти неизвестны.
Известно лишь, что в мозаиках и фресках храма святой Софии в Киеве, построенном уже при Ярославе Мудром Севастийские мученики изображены на столпах и подпружных арках главного купола кафедрального храма митрополитов всея Руси. То есть они, по замыслу создателей храма, как бы являются основанием Русской Церкви. Кроме того, в Софийском соборе есть еще одно изображение сорок Севастийских мучеников на отдельной фреске. То почитание, которым Севастийские святые были всегда окружены на Руси, тоже может свидетельствовать об особой роли Севастийской кафедры в истории Русской Церкви. День их памяти — один из немногих полиелейных праздников, приходящихся на период великого поста на Руси традиционно отмечался с особой значимостью как день начала весны.